# Docimàsia
Docimàsia (del grec antic: δοκιμασία / dokimasía) prové del verb δοκιμάζειν / dokimadsei, que significa «provar» o «assajar». També es pot traduir com «examinar».

## La docimàsia en l'antiga Grècia
A l'antiga Grècia, la docimàsia (δοκιμασία) era l'examen oficial que estaven subjectes les persones, i de vegades els animals i els objectes. Això es feia en general per a comprovar la seva capacitat per a complir amb el seu càrrec públic (jutge, orador, polític o retòric).
Des de l'època clàssica, Atenes va imposar una docimàsia als joves lliures lliure (del grec antic: ἔφηϐος / éfebos, «efeb») abans d'integrar-los a la ciutadania (del grec antic: πολίτης / polítes, «ciutadà»). A partir del segle iv aC, aquest procediment va ser obligatori quan es requeria una concessió de ciutadania als estrangers de la ciutat.

### Els càrrecs públics

#### Les magistratures
En Atenes, els ciutadans elegits o designats per sorteig a un càrrec públic eren examinats abans pels tesmotetes (del grec antic: θεσμοθέτης / thesmothétae, literalment «el que defineix la llei»), amb l'excepció dels ciutadans elegits per a compondre la Bulé (del grec antic: Βουλή / Boulé, «Consell» o «Assemblea»), que va patir la docimàsia part dels seus predecessors.
L'examen se centrava en l'elegibilitat del càrrec, és a dir, en els criteris d'edat (un mínim de 30 anys), la pertinença a una classe censitària, l'absència de l'exclusió a causa d'acumulació de càrrecs incompatibles, l'exercici previ del mateix càrrec, o el càstig d'atímia (del grec antic: ἀτιμία / atimía, literalment «sense honor»).

#### Els retòrics
La dokimasia rhetoron (docimàsia dels retòrics) era un jurament que fèien els retòrics als tribunals, jurant per la mort i la ruïna de la família.

### Els efebs
Els joves (efebs) havien de sotmetre's a la docimàsia per a verificar la seva edat i per a inscriure's a la llista de ciutadans del seu demos (del grec antic: δῆμος / demos, literalment «territori habitat i cultivat»).

### Els nous ciutadans
En 427 aC, la ciutat de Platea va ser destruïda durant la Guerra del Peloponès. Els seus ciutadans van fugir cap a Atenes i van rebre la ciutadania atenenca, possiblement després d'haver aprovat la docimàsia de la seva nacionalitat i de la seva amistat amb la seva nova ciutat.
L'obligació de la docimàsia per a adquirir la ciutadania atenesa no està datada abans del segle iv aC. Posteriorment, s'atorgava la ciutadania com una recompensa adaptada a les bondats de l'estranger honrat. El procediment va ser imitat ràpidament, al segle iii aC, per altres ciutats que desitjaven augmentar la seva població d'una manera controlada.

## La docimàsia en la medicina
En la medicina, el terme docimàsia s'utilitza per a entendre la complexitat de les proves dissenyades per a determinar si un fetus va néixer viu o mort.
Una de les proves que es realitzen en l'autòpsia es diu docimàsia hidroestàtica, ideada per Galé, que consisteix en la col·locació dels pulmons i el cor del fetus en l'aigua: si els pulmons floten i el cor s'enfonsa, vol dir que els pulmons contenen aire i, per tant, el nen va néixer viu i va respirar. En cas que el cor també flota, això indicaria la producció de gas per putrefacció i, per tant, la prova no seria fiable, ja que no s'assegura que la flotabilitat dels pulmons es deu a l'aire inspirat. Per tant, l'autòpsia s'ha de complementar amb altres verificacions.

## La docimàsia en la química
En química, la docimàsia és l'art de fer els assajos conduents per a determinar quelcom, especialment la naturalesa i la proporció dels metalls útils continguts en un mineral o en un aliatge.